# Gorban
Gorban è un comune della Romania di formatnum 2 910 abitanti, ubicato nel distretto di Iași, nella regione storica della Moldavia.
Il comune è formato dall'unione di 5 villaggi: Gorban, Gura Bohotin, Podu Hagiului, Scoposeni, Zberoaia.